# آدم درست را راه بده
آدم درست را راه بده (سوئدی: Låt den rätte komma in) فیلمی در ژانر ترسناک به کارگردانی توماس آلفردسن است که در سال ۲۰۰۸ منتشر شد. از بازیگران آن می‌توان به لینا لئاندرشون اشاره کرد.